# André Förster

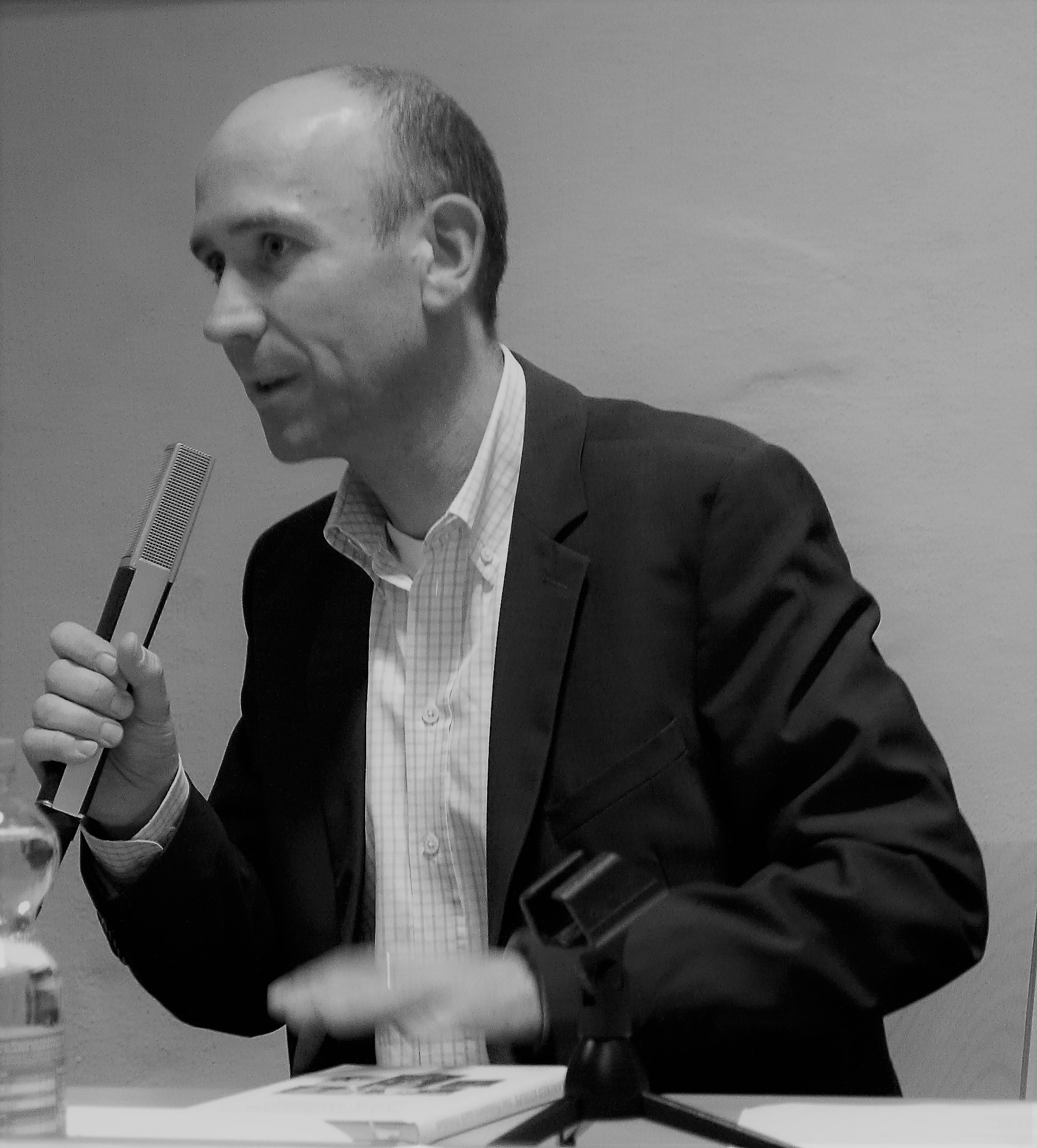
André Förster bei einer Buchpremiere in Brandenburg (Havel), 2017

André Förster (* 27. April 1973 in Löbau, Bezirk Dresden, DDR) ist ein deutscher Verleger.

## Leben
André Förster studierte in Göttingen und Glasgow Politikwissenschaften, Publizistik/Kommunikationswissenschaften, Volkswirtschaftslehre und Öffentliches Recht. Geprägt wurde er insbesondere von dem Politikwissenschaftler Walter Euchner und der Historikerin Helga Grebing, deren Mitarbeiter er von 1998 bis 2001 war.
Ab 2001 war er wissenschaftlicher Mitarbeiter der Bundestagsabgeordneten Inge Wettig-Danielmeier (SPD). 2005 ging er zur Deutschen Druck- und Verlagsgesellschaft mbH (ddvg), der Medienbeteiligungsgesellschaft der SPD. Im Rahmen dieser Tätigkeit oblag ihm unter anderem die Betreuung des Verlages für Berlin-Brandenburg, an dem die ddvg beteiligt war. 2007 wurde er Programmleiter des Verlages, den er 2010 im Zuge eines Management-Buy-outs übernahm und seitdem in Berlin-Pankow betreibt. 2016 gründete er den Quintus-Verlag, in dem kultur- und insbesondere literaturhistorische Titel und Reihen erscheinen.

## Belege
1. ↑  Inhaberwechsel – Neustart für den Verlag Berlin-Brandenburg – boersenblatt.net, abgerufen am 1. August 2018.
2. ↑  Verlag für Berlin-Brandenburg – Impressum (Memento vom 12. Juni 2018 im Internet Archive), abgerufen am 1. August 2018.
3. ↑  Quintus-Verlag/Verlag für Berlin-Brandenburg – Impressum (Memento vom 12. Juni 2018 im Internet Archive), abgerufen am 1. August 2018.

| Personendaten    | Personendaten              |
| ---------------- | -------------------------- |
| NAME             | Förster, André             |
| KURZBESCHREIBUNG | deutscher Verleger         |
| GEBURTSDATUM     | 27. April 1973             |
| GEBURTSORT       | Löbau, Bezirk Dresden, DDR |